# Holby City
Holby City är en brittisk dramaserie i sjukhusmiljö som sändes på BBC under 23 säsonger mellan åren 1999 och 2022. Serien som skapades av Tony McHale och Mal Young var en spinoff på sjukhusserien Casualty. Första avsnittet sändes den 12 januari 1999 och det sista avsnittet sändes 29 mars 2022. Totalt sändes 1102 avsnitt.

## Handling
Serien kretsar kring livet, bland personal och patienter på sjukhuset i brittiska Holby City.

## Rollista i urval
- Hugh Quarshie - Ric Griffin
- Rosie Marcel - Jac Naylor
- Jaye Jacobs - Donna Jackson
- Bob Barrett - Sasha Levy
- Tina Hobley - Chrissie Williams
- Paul Bradley - Elliott Hope
- Guy Henry - Henrik Hanssen
- David Ames - Dominic Copeland
- Alex Walkinshaw - Adrian Fletcher
- Amanda Mealing - Connie Beauchamp
- Hari Dhillon - Michael Spence
- Robert Powell - Mark Williams
- Camilla Arfwedson - Zosia March